# Генуезьке фехтування
Генуезьке фехтування - це певний вид ведення морського і сухопутного клинкового бою, який бере свої витоки в державі Генуя з X століття і в даний час є частиною держави Італія, із застосуванням особливих видів клинків, які властиві виключно генуезької фехтувальної традиції, основні з них: генуезький ніж, генуезький абордажний меч і генуезький корабельний палаш.
Генуезьке фехтування передбачає використання і інших видів холодної зброї, захоплених у противника в бою. Характерними особливостями і відмітними рисами генуезького фехтування від інших видів фехтування є логічні моделі, властиві морським походженням і повсякденній роботі моряка на кораблі. Такими моделями є рухи, повторення повороту штурвала корабля, повороту керма корабля, тягові рухи канатів, догляд за текілажем і вітрилами. У зв'язку з цим повсякденне виконання суднової ролі на кораблі одночасно стає тренуванням фехтувальних рухів і дозволяє морякам не витрачати додатковий час на тренування в ході довгих морських переходів.
Італійське фехтування характеризується різноманіттям шкіл та напрямків. Генуезька школа фехтування є найбільш закритою і малодоступною школою італійського фехтування.

## Види клинків в Генуезькому фехтуванні
Основні види клинків, які були властиві і спеціально виготовлені для генуезького фехтування:
- Генуезький ніж
- Генуезький корабельний палаш
- Генуезька палиця

Найбільш поширеним було фехтування генуезьким ножем. Рукоятка генуезького ножа зазвичай без гарди, трохи асиметричної форми в порівнянні з лезом, дуже часто виготовляється з оливкового дерева, шавлії або лавра, що було популярно в XVIII столітті в Генуї, в цьому випадку він називається «perno» або «pernetto». Рукоятку генуезького ножа зазвичай нічим не ущільнюють, щоб збільшити можливість проникнення і опору.